# Ilse Kishauer
Ilse Margarete Charlotte Kishauer, gift Gaste, född 21 maj 1906 i Berlin, död där 25 september 1991, var en tysk konståkerska. Hon deltog i olympiska vinterspelen 1928 i Sankt Moritz i par tillsammans med Ernst Gaste. De kom på åttonde plats.